# Fliegerhorst Bad Aibling
Der Fliegerhorst Bad Aibling war ein Fliegerhorst der Luftwaffe der Wehrmacht nahe dem oberbayrischen Bad Aibling.

## Geschichte
Der Fliegerhorst wurde zwischen 1936 und 1937 auf dem Gelände eines ehemaligen Sportflugplatzes angelegt. Am 1. Oktober 1936 übernahm eine Fliegerhorstkommandantur der Luftwaffe den Platz. Der eigentliche Flugbetrieb begann 1937. Im Norden des Fliegerhorstes befanden sich ein großer Flugzeug- und ein großer Reparaturhangar. Hier befanden sich auch weitere Wirtschafts- und Unterkunftsgebäude. In der Nordostecke schlossen sich zwei weitere große Hangars an. Als erste aktive fliegende Einheit war hier, ab April 1937, die I./JG 135 stationiert. Auch waren hier von 1940 bis 1945 verschiedene, häufig wechselnde Flugzeugführerschulen, Zerstörerschulen, Jagdfliegerschulen und die Stuka-Vorschule 1 und 2 untergebracht. Als letzter Schulverband verlegte ab September 1944 die Bomben- und Zielfinderschule Greifswald hierher.
Die folgende Tabelle zeigt eine Auflistung ausgesuchter fliegender aktiver Einheiten (ohne Schul- und Ergänzungsverbände) der Luftwaffe die hier zwischen 1937 und 1945 stationiert waren.
| Von         | Bis          | Einheit                                       | Ausrüstung                                         |
| ----------- | ------------ | --------------------------------------------- | -------------------------------------------------- |
| April 1937  | Oktober 1938 | I./JG 135 (I. Gruppe des Jagdgeschwaders 135) | Heinkel He 51, Fiat CR.32, Messerschmitt Bf 109B/D |
| Juli 1938   | Juli 1938    | II./JG 135                                    | Heinkel He 51                                      |
| Mai 1939    | August 1939  | I./JG 51                                      | Messerschmitt Bf 109E                              |
| Januar 1945 | April 1945   | III., IV./NJG 6                               | Messerschmitt Bf 110, Junkers Ju 88G               |
| April 1945  | April 1945   | I., III./JG 27                                | Messerschmitt Bf 109K                              |

Nach dem Ende des Zweiten Weltkrieges übernahm die US-Militärregierung den Fliegerhorst als Airfield R.86. Zunächst richtete sie dort das Lager PWE 26 für Kriegsgefangene ein. Unter anderen waren Günter Grass und Joseph Ratzinger hier interniert.
Ab 1946 wurde das Gelände für die Unterbringung von Displaced Persons (DPs) genutzt. Zunächst unter Verwaltung der United Nations Relief and Rehabilitation Administration (UNRRA), später der International Refugee Organization (IRO), handelte es sich bei den Bewohnern des DP-Lagers Bad Aibling um ehemalige Soldaten der königlich-jugoslawischen Armee, die nach der Okkupation Jugoslawiens 1941 als Kriegsgefangene nach Deutschland deportiert worden waren. Ab dem Winter 1948/49 befand sich in den ehemaligen Kasernengebäuden des Fliegerhorsts schließlich ein DP-Lager für Kinder und Jugendliche aus 20 Nationen, die unter das Mandat der IRO fielen: das Kinderdorf Bad Aibling (IRO Children's Village Bad Aibling). Innerhalb der amerikanischen Besatzungszone war die Einrichtung die größte ihrer Art; sie schloss Ende 1951 ihre Pforten.
Das Areal wurde 1952 von der US Army übernommen. Nach und nach wurde es während des Kalten Krieges durch die United States Army Security Agency (ASA) zu einer Abhörstation der amerikanischen Auslandsgeheimdienste ausgebaut. Nachdem am 30. September 2004 der Stützpunkt wieder an die Bundesrepublik Deutschland übergeben wurde, findet hier eine rein zivile Nutzung statt.